# Zafarmurod Abdurahmatov
Zafarmurod Abdurahmatov (Kamashi, 28 de abril de 2003) es un futbolista uzbeko, que juega en la demarcación de defensa para el FC Nasaf de la Super Liga de Uzbekistán.

## Selección nacional
Tras jugar en las categorías inferiores de la selección, finalmente hizo su debut con la selección de fútbol de Uzbekistán el 18 de enero de 2024 en un encuentro de la Copa Asiática 2023 contra India que finalizó con un resultado de 0-3 a favor del combinado uzbeko tras los goles de Sherzod Nasrullaev, Igor Sergeev y Abbosbek Fayzullaev.

## Clubes
| Club     | País       | Año   | Partidos | Goles |
| -------- | ---------- | ----- | -------- | ----- |
| FC Nasaf | Uzbekistán | 2022- | 48       | 3     |